# Jeff Andretti

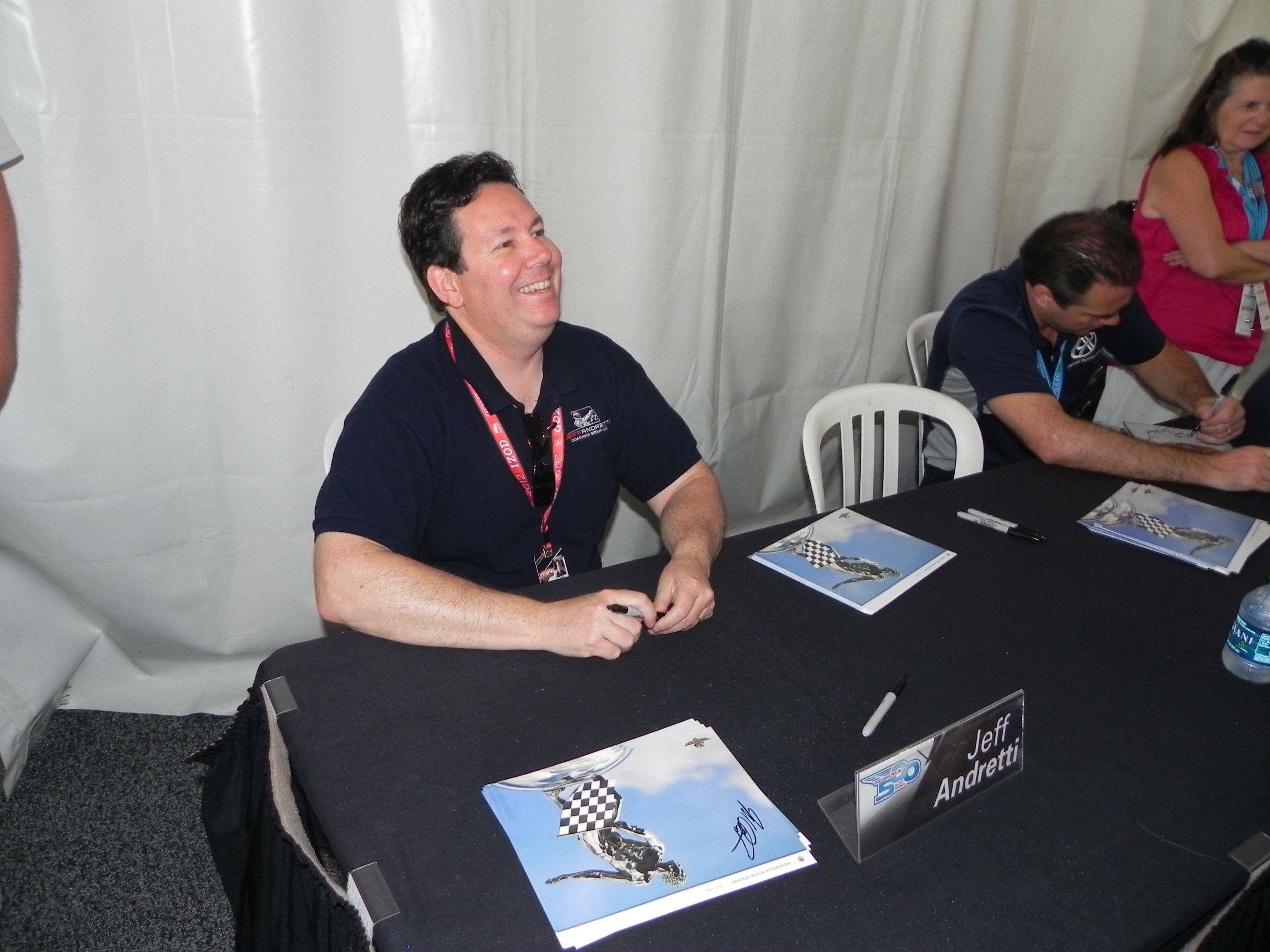
Jeff Andretti in Indianapolis 2012

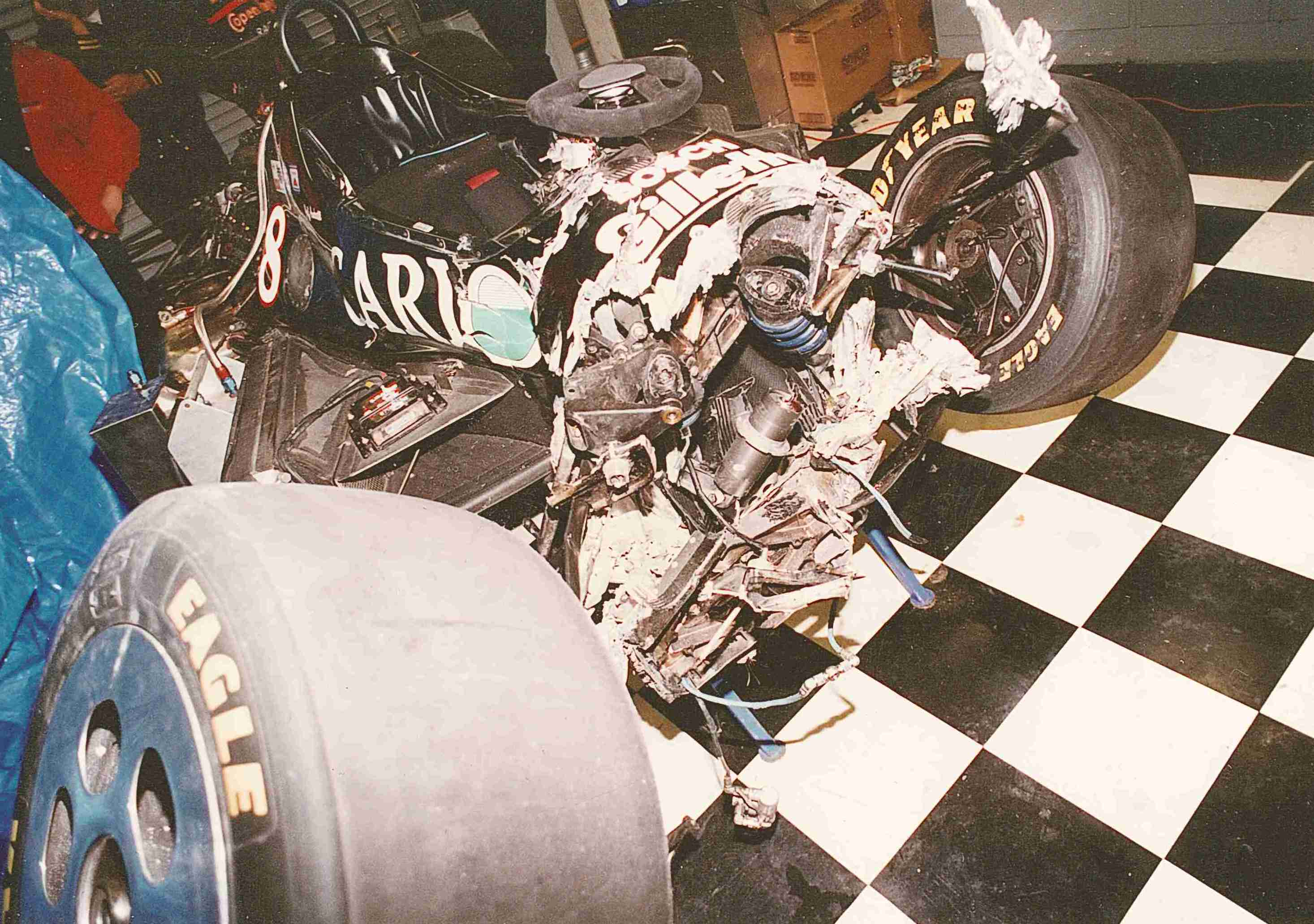
Das Unfallwrack

Jeff Andretti (* 14. April 1964 in Bethlehem) ist ein ehemaliger US-amerikanischer Autorennfahrer.

## Karriere
Jeff Andretti ist der jüngste Sohn des USAC-Champions und Formel-1-Weltmeisters Mario Andretti sowie der Bruder von Michael Andretti. Auch sein Neffe Marco, sein Onkel Aldo und seine beiden Cousins Adam und John sind mit dem US-amerikanischen Motorsport eng verbunden.
Jeff kam über diverse Nachwuchsserien rasch in die CART-Serie und gab 1991 sein Debüt beim 500-Meilen-Rennen von Indianapolis, das er als 15. beendete. Nur ein Jahr später verunglückte er bei seinem zweiten Auftritt in Indianapolis schwer. Knapp nach Halbzeit des Rennens verlor er vor Turn 2 ein Rad und schlug hart in die Mauer ein. Bei dem Unfall brach er sich beide Beine und eine hoffnungsvolle Karriere war vorüber, bevor sie begonnen hatte. Er gab zwar schon 1993 ein Comeback und fuhr auch wieder das 500-Meilen-Rennen, aber der Unfall hatte Spuren hinterlassen.
Versuche 1995 in der Indy-Light-Serie und 1996 in North-American-Supertouring-Car-Meisterschaft Fuß zu fassen schlugen fehl. 1999 beendete er seine Karriere nach einigen Rennen in der Camping World Truck Series endgültig.

## Statistik

### Sebring-Ergebnisse
| Jahr | Team           | Fahrzeug    | Teamkollege  | Teamkollege    | Platzierung | Ausfallgrund |
| ---- | -------------- | ----------- | ------------ | -------------- | ----------- | ------------ |
| 1993 | Auto Toy Store | Spice SE90P | Wayne Taylor | Morris Shirazi | Ausfall     | Motorschaden |